# Třída Inčchon
Třída Inčchon je třída víceúčelových fregat námořnictva Korejské republiky. Jejím úkolem je zejména pobřežní obrana a protiponorkové hlídkování. Ve službě má nahradit 37 desítky let sloužících fregat třídy Ulsan a korvet tříd Pchohang a Tonghe. Napravují též dva jejich hlavní nedostatky – absenci protiletadlových řízených střel a palubního vrtulníku. Prototypová fregata Inchon byla do služby přijata roku 2013.
Plavidla třídy Inčchon představují první skupinu (FFX-I) větší rodiny plavidel a na jejich stavbu naváží tři skupiny s postupně zdokonalovanou konstrukcí. Druhou skupinu představuje osm fregat třídy Tegu (FFX-II), třetí skupinu představuje nejméně šest fregat třídy Čchungnam (FFX-III) a dále nejméně šest jednotek čtvrté skupiny (FFX-IV).
Vzdálenými příbuznými fregat třídy Inčchon jsou jihokorejské minolovky třídy Nampcho. Na základě první skupiny třídy Inchon byly vyvinuty filipínské fregaty třídy José Rizal.

## Stavba
Projektové práce byly zahájeny v roce 2007. Pro stavbu fregat byla v roce 2008 vybrána loděnice Hyundai Heavy Industries (HHI) v Ulsanu. První sérii třídy Inchon tvoří šest plavidel. První jednotka Inchon byla spuštěna na vodu 29. dubna 2011 a do služby byla přijata 13. ledna 2013. Jako druhá se do stavby této třídy zapojil loděnice STX Offshore & Shipbuilding (STX) v okresní Kosong v provincii Jižní Kjongsang.
Jednotky třídy Inčchon:
| Jméno               | Loděnice | Spuštěna           | Vstup do služby   | Status  |
| ------------------- | -------- | ------------------ | ----------------- | ------- |
| Inčchon (FFG-811)   | HHI      | 29. dubna 2011     | 17. ledna 2013    | aktivní |
| Kjonggi (FFG-812)   | HHI      | 18. července 2013  | 3. listopadu 2014 | aktivní |
| Čolpuk (FFG-813)    | HHI      | 13. listopadu 2013 | 5. ledna 2015     | aktivní |
| Kangwon (FFG-815)   | STX      | 12. srpna 2014     | 6. ledna 2016     | aktivní |
| Čchungpuk (FFG-816) | STX      | 23. října 2014     | 26. ledna 2016    | aktivní |
| Kwangdžu (FFG-817)  | STX      | 11. srpna 2015     | 9. listopadu 2016 | aktivní |

## Konstrukce

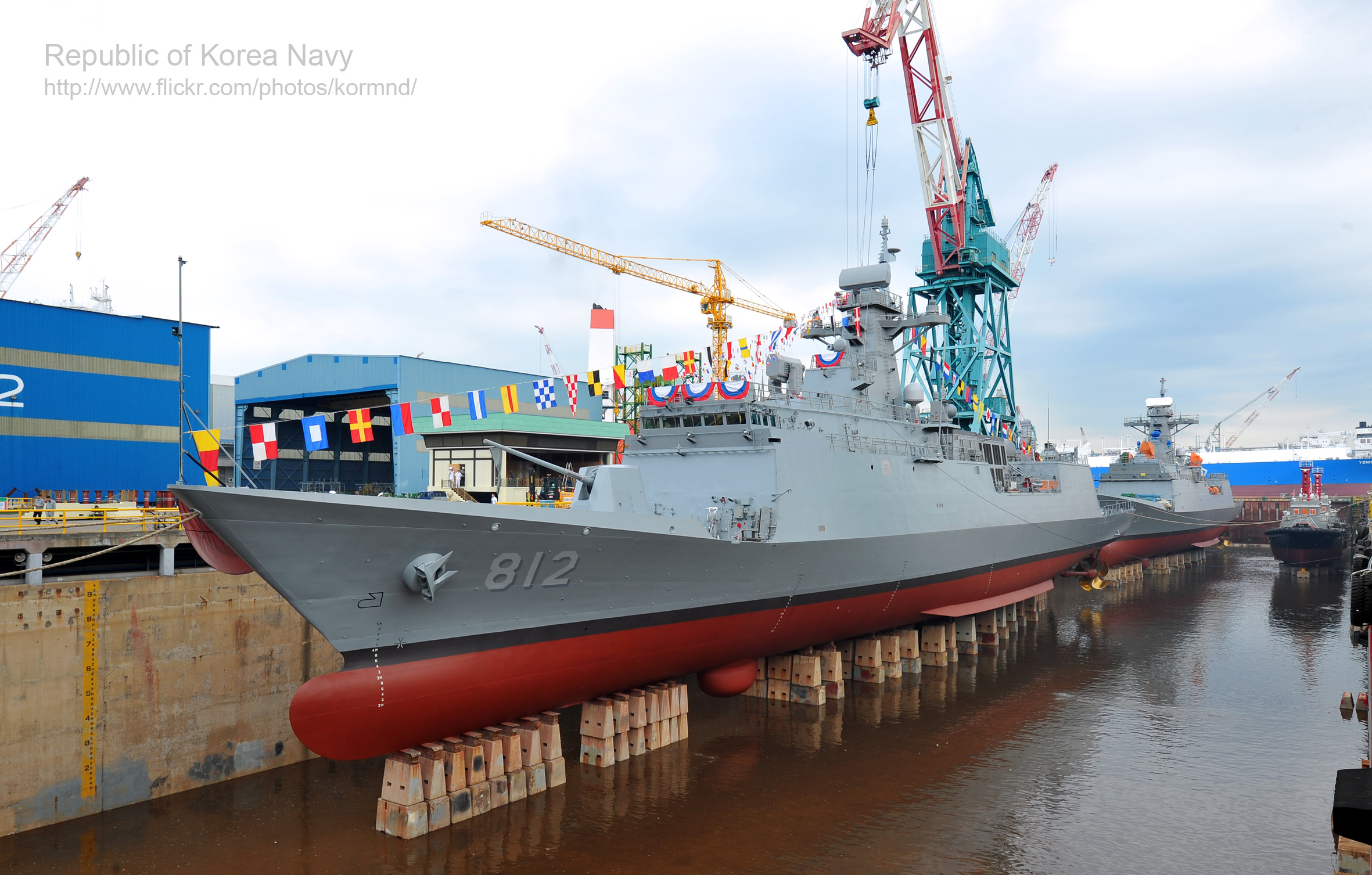
Kjonggi (FFG-812)

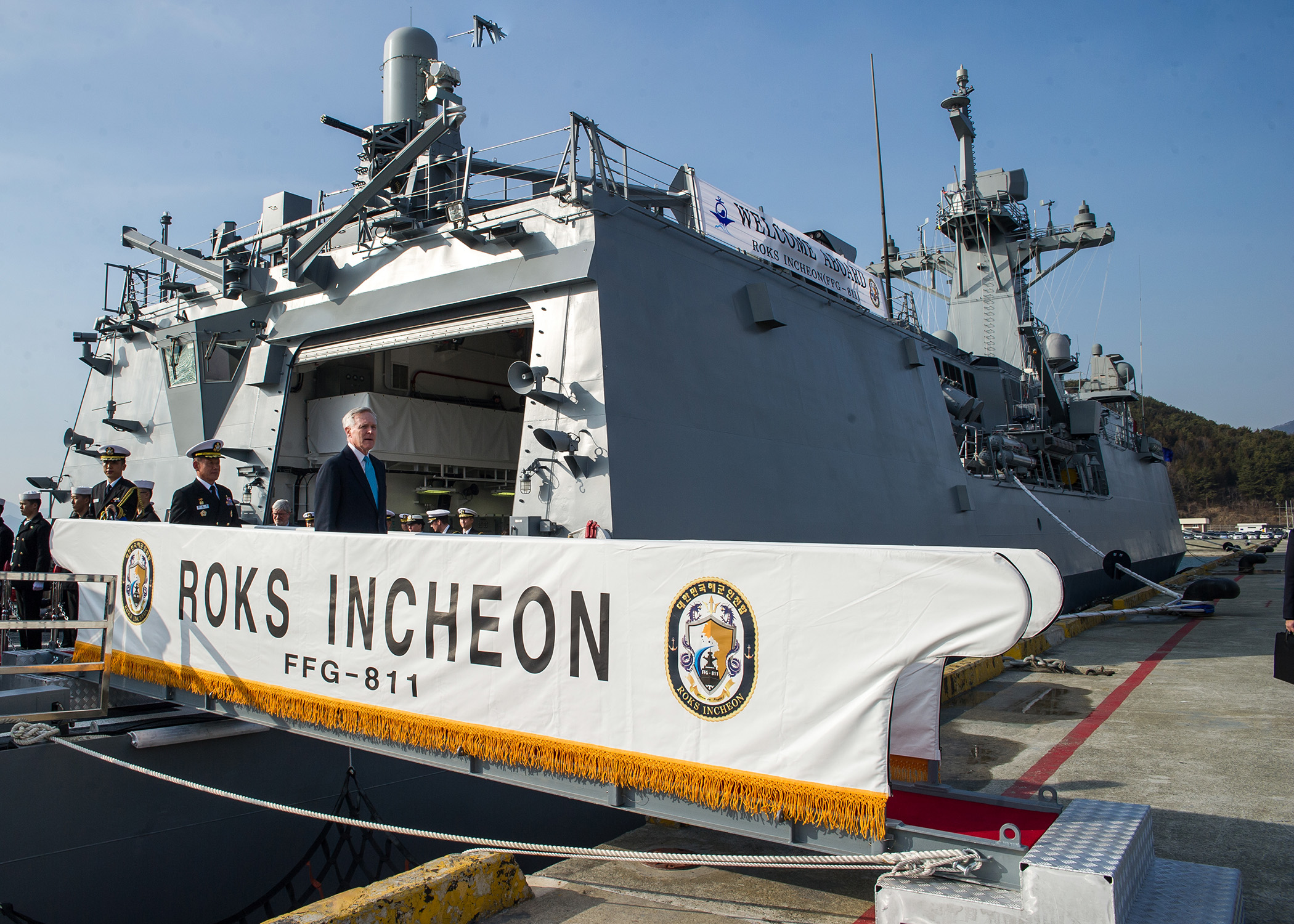
Inčchon (FFG-811)

V konstrukci fregat jsou využity prvky technologií stealth. Plavidla nesou 3D radar Smart-S Mk.2. Hlavňovou výzbroj tvoří jeden 127mm kanón KMK45 Mod 4 (licenční výrobek zbrojovky Mk 45 Mod 4) na přídi. Na tak malá plavidla je to neobvykle velká ráže. Protivzdušnou obranu zajišťuje jeden 30mm kanónový systém Phalanx Block 1B a jeden protiletadlový raketový komplet RAM Block 2. Fregaty dále nesou čtyři protilodní střely SSM-700K Hae Song a čtyři střely s plochou dráhou letu Hyunmoo-3. K ničení ponorek slouží dva tříhlavňové 324mm torpédomety, ze kterých jsou odpalována domácí lehká protiponorková torpéda K745 Chung Sang Eo. Na zádi je přistávací paluba a hangár pro dva vrtulníky Super Lynx. Pohonný systém je typu CODOG. Plavidla první série pohání dvě plynové turbíny General Electric LM2500 a dva diesely MTU 12V 1163 TB83. Cestovní rychlost je 18 uzlů, zatímco nejvyšší rychlost je 32 uzlů.